# Paradysderina globosa
Espèce
Synonymes
- Oonops globosus Keyserling, 1877
- Dysderina globosa (Keyserling, 1877)

Paradysderina globosa est une espèce d'araignées aranéomorphes de la famille des Oonopidae.

## Distribution
Cette espèce est endémique du département de Cundinamarca en Colombie,.

## Description
Le mâle décrit par Platnick et Dupérré en 2011 mesure 1,84 mm et la femelle 2,03 mm.

## Publication originale
- Keyserling, 1877 Amerikanische Spinnenarten aus den Familien der Pholcoidae, Scytodoidae und Dysderoidae. Verhandlungen der kaiserlich-königlichen zoologisch-botanischen Gesellschaft in Wien, vol. 27, p. 205-234 (texte intégral).